# Ministère de la Jeunesse et des Sports de l'Ukraine
 (février 2025).
Si vous disposez d'ouvrages ou d'articles de référence ou si vous connaissez des sites web de qualité traitant du thème abordé ici, merci de compléter l'article en donnant les références utiles à sa vérifiabilité et en les liant à la section « Notes et références ».
Le ministère de la Jeunesse et des Sports de l'Ukraine (en ukrainien : Міністерство молоді та спорту України) est un ministère ukrainien.

## Ministres
- Novembre 2023 : Matvii Bidnyi
- 4 mars 2020 au 9 novembre 2023 : Vadym Gutzeit
- 2019 à 2020 : Volodymyr Borodianskyi
- 2 décembre 2014 à 29 août 2019 : Ihor Jdanov
- février à décembre 2014 : Dmytro Boulatov
- 2010 à 2014 : Ravil Safiullin
- 2007 à 2010 : Iourii Pavlenko